# Abel Caquipoma Reyes
Abel Narciso Caquipoma Reyes es un político peruano. Actualmente es consejero regional de Lima por la provincia de Cajatambo y fue alcalde del distrito de Copa entre 2015 y 2018.
Nació en el distrito de Copa, provincia de Cajatambo, Perú, el 16 de marzo de 1959, hijo de Alejandro Caquipoma Rivas y Micaela Reyes Polin. Cursó sus estudios primarios y secundarios en la ciudad de Lima, terminando en la Gran Unidad Escolar Ricardo Bentín del distrito del Rímac. Entre 1977 y 1982 cursó estudios superiores de ingeniería administrativa en la Universidad Inca Garcilaso de la Vega.
Su primera participación política se dio en las elecciones municipales de 2002 cuando fue candidato para regidor del distrito de Copa por el Partido Aprista Peruano. En las elecciones municipales del 2010 fue candidato a alcalde de ese distrito. Fue elegido para ese cargo en las elecciones municipales del 2014. Ante la prohibición legal de reelección de autoridades ediles, participó en las elecciones regionales del 2018 como candidato a consejero regional por la provincia de Cajatambo por el movimiento Patria Joven obteniendo la elección.